# 鹈鹕科
鹈鹕科（学名：Pelecanidae）是鹈形目鸟类的一个科，包含两个属：已灭绝的曙鹈鹕属和现存的鹈鹕属。在2021年曙鹈鹕属发表之前，本科只有一属。
本科鸟类自晚始新世普里阿邦期就已经存在，有八个物种存活至今。